# بتكان (دهسرد)
بتکان (بالفارسية: پتکان) هي منطقة سكنية تقع في إيران في قسم دهسرد الريفي. يقدر عدد سكانها بـ 761 نسمة .